# George Neagu
George Alexandru Neagu (n. 24 aprilie 1985, Orăștie) este un fotbalist român retras din activitate care a evoluat pe postul de fundaș stânga. După încheierea activității de jucător, a devenit preparator fizic, activând la echipele Astra Giurgiu, FC Hermannstadt și Dinamo București.